# ジョスカン・デ・プレ
ジョスカン・デ・プレ（Josquin Des Prez; Josquin des Prés, Josquin des Pres, Josquin Desprezとも綴る。 1450年/1455年？ - 1521年8月27日 コンデ＝シュル＝レスコー（Condé-sur-l'Escaut））は、盛期ルネサンス時代のフランスの作曲家、声楽家。本名はジョスカン・ルブロアット（Jossequin Lebloitte ）。
ジョスカン・デ・プレは当時の全ての作曲技法を見事なまでに意のままに操っており、存命中既に著名な作曲家であり、現在ではその時代の最も優れた代表者であったと看做されている。

## 生涯
ジョスカン・ルブロアット（通称ジョスカン・デ・プレ)は、1450/55年頃、ゴサール・ルブロアット（通称ゴサール・デ・プレ。1466年（?）死亡）と、その妻（ジャンヌ（Jeanne ）という名だったらしい）との間に生まれたと考えられている。ジョスカンの誕生地は、フランス、サン＝カンタン近くだったらしいエノーであると思われる。ジョスカンの少年時代及び青年時代のことを示す文書はない。ジョスカンはサン＝カンタンの少年聖歌隊員だったらしい。当時の作曲家・声楽家であるロイゼ・コンペールが、作曲家の名前を列挙した部分を含むモテット“Omnium bonorum plena”（あらゆる善きものに充ちたる）において“Josquin”と呼んでいる人物がジョスカン・デ・プレ本人であるならば、その名がアントワーヌ・ビュノワ、ヨハネス・オケゲム、ヨハンネス・ティンクトーリス、ヨハンネス・レジス、そしてギヨーム・デュファイと一緒に呼ばれていることから、ジョスカン・デ・プレは1474年以前、多分1468年には既に同業者の間で高い評価を受けていたと思われる。
ジョスカンがいつオケゲムの門下に入ったのかは、はっきりしていない。早期作品におけるオケゲム風テーマの顕著な頻用からジョスカンが出発していることが示すように、この若者にとってオケゲムは大いなる賛嘆の的だった。その後、1497年にオケゲムが亡くなると、ジョスカンは「オケゲムの死を悼む挽歌（森のニンフ）」（La Déploration sur la mort Ockeghem（Nymphes des bois））を作曲している。
1477年4月にジョスカンはエクス＝アン＝プロヴァンスに居を構えていたアンジュー家のルネ善良王に仕える音楽団の一員であったことが記録で確認できる。この雇用関係は遅くとも1475年初頭には成立していた。1478年3月、ジョスカンはバル＝ル＝デュック にあったサント＝マクス＝ドゥ＝シャトー（Sainte-Maxe-du-Chateau）参事会付属教会で、空席になって間もない教会禄付きの役職に就けそうになったが、実現はしなかった。
ルネ善良王が1480年に死亡すると、彼が持っていたアンジューとバールの公爵領はフランス王ルイ11世のものとなり、公爵の音楽団も同様に引き継がれた。ルイ11世は1481年9月に卒中発作で倒れて、パリにある王宮内のサント・シャペルに病臥するようになったが、これは彼により寄進されたミサ曲を、毎朝7時に旧公爵音楽隊出身の8人の声楽家によって歌わせるためだった。この声楽家達の中にジョスカンが含まれていた可能性は高い。ジョスカンは、モテット“Misericordias Domini”（主の憐れみを）により、自身の才能を王に気づかせたと見られる。王はその歌詞を、50枚の大判羊皮紙に書かせ、居城プレシス＝レ＝トゥール（Plessis-les-Tours ）の部屋に掛けさせたのだった。
1483年春、ジョスカンはコンデ＝シュル＝レスコーに滞在し、そこで彼のおじにあたるジル・ルブロアット（Gilles Lebloitte ）及びその妻ジャック・バンストーヌ（Jacque Banestone ）がジョスカンに遺贈していた土地の所有に対する請求を行っている。この滞在をきっかけとして、ジョスカンはその地の司教座教会であるノートルダム寺院から、ワインの贈与を受けている。
1483年または1484年ジョスカンはイタリアへ向かった、と長く信じられて来たが、1459年以前にジョスカンはイタリア滞在をしていない。“Josquin”という名前で1459年にミラノ大聖堂で歌手（Biscantor）として働き、また1470年代にミラノ公の宮廷楽団に所属していた男性は、1498年に死亡したJodocus de Francia――de Kessalia、de Alamania、Joschino di Picardia ともいう――であったことが最近証明された。
1484年6月19日の時点でジョスカンは、権勢のあった枢機卿 アスカニオ・スフォルツァ（Ascagnio Sforza, 1455年 - 1505年）の庇護を受けていたことが確認されている。ジョスカンは、自分の教会禄付きの役職に就いて、勤務地居住義務及び僧職就任義務を免除してもらえないか、教皇庁宛の請願をサントーバン（Saint-Aubin）教会に提出したが、その際にアスカニオ・スフォルツァの“capellanus et familiaris continuus commensualis”（常に陪食に與る友人にして礼拝堂付司祭）と自称しているのである（ジョスカンは管財人に任命されていたから、ルイ11世治世下の高等法院の高級官僚だった）。1484年8月、アスカニオ・スフォルツァはローマに移り住んだ。ジョスカンはこれに同行したらしい。しかし、すでに1485年にはジョスカンは、アスカニオ・スフォルツァのもとを離れる準備をしていた。ジョスカンは、ミラノ公ジャン・ガレアッツォ・スフォルツァ（Gian Galeazzo Sforza, 1469年 - 1494年）の下での地位を見つけたらしい。少なくとも1489年2月の或る文書は、ジョスカンを「公爵の声楽家」と呼んでいる。
1486年、ジョスカンはローマの教皇庁礼拝堂付属聖歌隊の一員になった。記録では、彼は当地に1486年9月から1487年1月までの間と、1487年9月と、1489年6月から1494年3月までの間滞在したとされている。幾つかの記録からは、少なくとも1494年11月30日まで、或いはさらに1495年2月28日まで、教皇庁付属聖歌隊に所属したことが推定される。同僚の中にはガスパル・ファン・ヴェールベケや マーブリアノ・ド・オルト（Marbriano de Orto）等がいた。
この当時、ジョスカンは教会禄付きの役職を得ることに一層熱心になり、彼自身が訴訟に関わることを厭わなくなってきていた。そして1489年2月、ジョスカンはサントーバンでの教会禄に関して、フランスの訴訟裁判所での審理に参加した。1489年9月9日、ジョスカンは教皇庁命令により、1486年11月1日に遡ってサントマール（Saint Omer ）での教会禄付き役職及び司教座教会参事会員職、そして同時にベネディクト派サン・ギスレン（Saint-Ghislain）修道院が付属する教会禄の継承権とを手に入れた。1493年11月8日、エメリキュ・ド・オンスタ（Emericus de Honstat）に対する捜査が始まると、ニヴェル（Nivelles）近くの バス＝イトル（Basse-Yttre）の巡礼教会における助任司祭がジョスカンに対し、聖職売買だとする非難を唱えたのだが、フラーヌ（Frasnes）近くの教会における教会禄付きの2つの役職の所有権がジョスカンに認められた。さらには、カンブレーのサン＝ゲリ（Saint-Géry）における司教座教会参事会員職及び教会禄付き役職が、1494年11月9日に遡ってジョスカンに賃貸されることになった。しかしながら、ジョスカンがこれらの教会禄付きの役職の何れかに就いたようには見えない。
この後、ジョスカンはローマでブルゴーニュのフィリップ美公（皇帝マクシミリアン1世の子）と近づいたようである。この状況から、ジョスカンは1495年にスターバト・マーテルをブルゴーニュ公に贈ったと推定される。
どうやらジョスカンは、北方の地では当面の役職を見いだせなかったようである。そこで1498年または1499年にアスカニオ枢機卿の庇護を再び受けるようになった可能性がある。少なくとも2件の文書において、猟犬の群れをローマに連れてくるよう依頼されている「ユスキノ」（Juschino）なる人物が登場する。
1500年から2～3年の間、ジョスカンはフランス王ルイ12世の宮廷楽団の一員であったらしい。グラレアヌスによれば、ジョスカンは報酬の未払いを国王に思い出させるために、モテット“Memor esto verbi”（御言葉を思い出したまえ）を書いたのだが、モテット“Bonitatem fecisti”（仁慈をもてあしらいたまえり）の方は、どの約束でも守ってもらえたら感謝するつもりで書いたのだと云う。これは、サン＝カンタンの司教座教会参事会員職の譲渡に関わっていたのかもしれない。ジョスカンは、実際にこの役職に就いていたと云うことが、1503年5月30日の文書から判る。更に、グラレアヌスによれば、音楽的才能が僅しか無かったルイ12世（あるいは、その前のルイ11世か?）の為に、滑稽な方法で算段した楽曲を一つ書いていると云う。
1502年8月14日付けの或る文書では、“Il Coglia”とも呼ばれていたジローラモ・ダ・セストラ （Girolamo da Sestola）は、自分の領主のフェラーラ公エルコレ1世・デステ（1505年没）に、1497年以来空席になっていた宮廷楽団長職をジョスカンに与えるよう提案している。すぐ後の1502年9月2日に、ジャン・ジ・アルティガノヴァ（Gian di Artiganova）が、やはり宮廷楽団長職に就いて、就任に乗り気であり適任でもあると見られる上、ジョスカンほど俸給を要求していないハインリヒ・イザークを採用するよう推挙した。公爵はジョスカンの方を採用して、1503年3月以降の俸給支払いを認めた。しかしジョスカンは、1503年4月末になってようやくフランスからフェラーラに到着した。1503年夏、フェラーラでペストが発生したため、公爵は9月に自らの宮廷からコマッキオに移住した。疫病は1504年初頭まで続き、その後も繰り返し再発した。1年後にジョスカンがフェラーラを去ってしまったのは、おそらくこれが原因であろう。ジョスカンはフェラーラ公のために「ミゼレーレ」（“Miserere”, 「憐れみたまえ」）を作曲している。
1504年5月3日、コンデ＝シュル＝レスコーにあるノートルダム教会の聖堂尖塔先端を新規に築造するのを記念して、4人の司教座教会参事会員が新たに任命されたが、その中に“Monsieur le prevost messire Josse de pres” （ジョス・ド・プレ閣下殿）が含まれていた。ジョスカンは遅くとも1470年代以降、この教会と親密な関係を維持してきており、サン＝カンタンにおける自分の教会禄との交換によって、すぐに当地における教会禄も得さえしたのだった。司教座教会主席司祭として、ジョスカンは管区での世俗権力を行使した。コンデ＝シュール＝レスコーでの礼拝は、同等の他の教会より豪奢に催された。聖歌隊は16人の助任司祭と6人の少年聖歌隊員からなり、6声部での音楽演奏が可能だったのだ。
ジョスカンの晩年のことは殆ど知られていない。1508年5月23日には、ネーデルラントの総督マルグリット（フィリップ美公の妹）の参事会は、ジョスカンが健康であることを報告している。マルグリットの側近がこう進言したのは、1508年5月20日に死亡したデュヴェツ（Duwez）が、その死に至るまでコンデにおける司教座教会主席司祭であったことに関するのは明らかである。マルグリットはジョスカンのことを知らず、彼の滞在が意味するところについて何の考えも持っていなかったことが知られる。ジョスカンはローマと、1509年5月にアラスでの教会禄について、また1513年1月にトゥルネーでの教会禄について交渉している。1519年、マルグリットはイェハン（ジャン）・ロメル（Jehan Lommel）なる人物を、コンデの聖堂参事会長に任命するよう、ジョスカンに要請している。
1521年8月23日、コンデの市役人がジョスカンを訪問して、遺産を遺す確かな権利についての彼の要求の合法性を審査している。ジョスカンは自らについて、“Noir Eauwe”（黒い水）の河の向こう側から来た「異国人」であり、国境の向こう側で生まれたと語った。ジョスカンは1521年8月27日に死亡した。彼はノートルダム教会に、コンデにある一軒の家屋と土地を、そこからの収入込みで遺贈し、それで故人の追悼ミサのための費用を賄うようにした。その内容は、聖母マリアの祝日と一年中土曜日とには毎夕“Salve” を催すことと、祭日の行列が練り歩く間ずっと、市場にある彼の家の前で、彼が作曲したモテット“Pater noster / Ave Maria”（「主の祈り／アヴェ・マリア」）を詠唱する、と云うものだった。ジョスカンはコンデにおいて埋葬されたが、その墓は1793年に破壊されてしまった。

## 作品

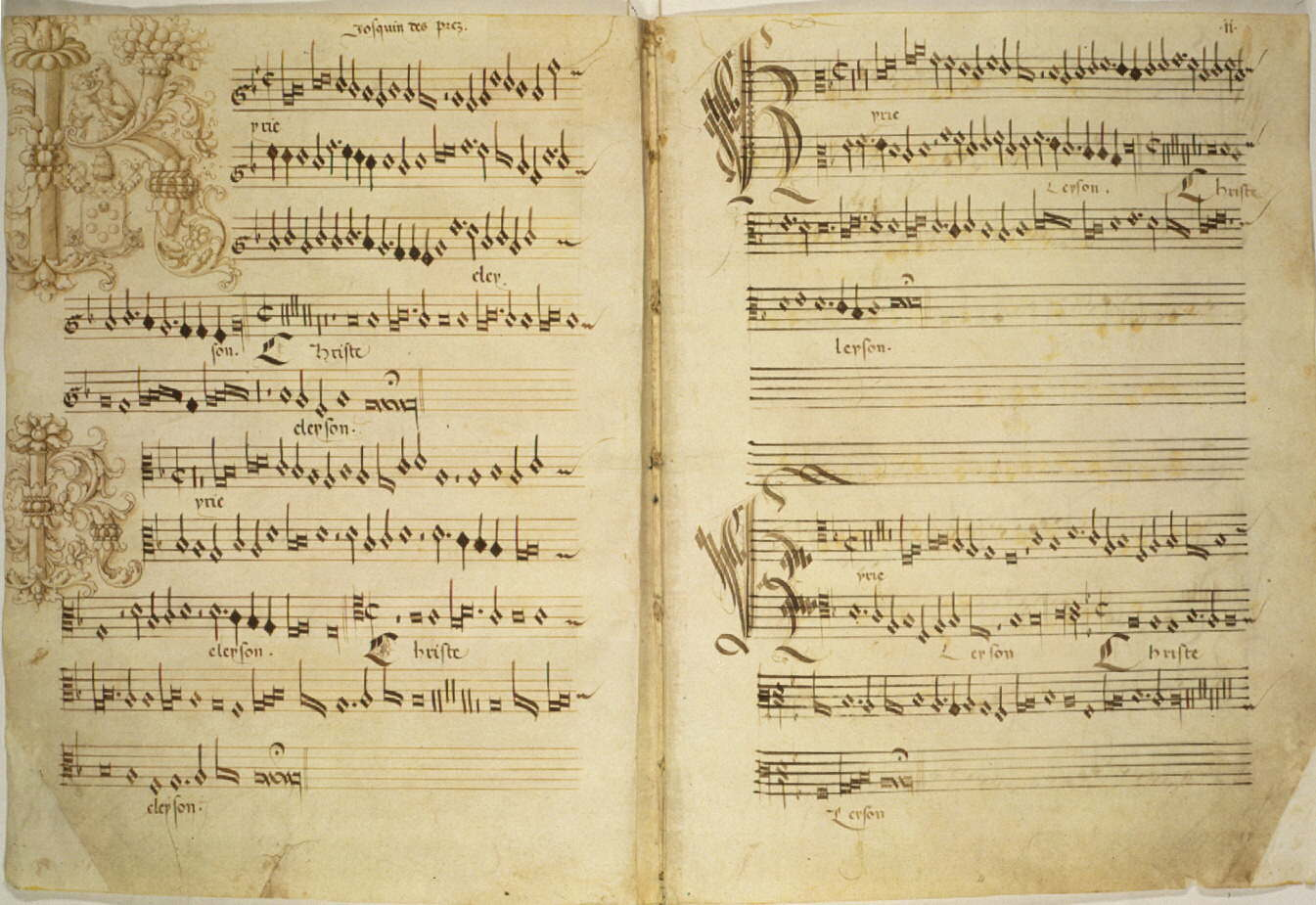
Missa de Beata Virgineのキリエ

### ミサ曲
1. Missa ad fugam;
2. Missa Ave maris stella 「めでたし海の星」(ローマ。1486年-1495年);
3. Missa de beata virgine「祝福されし処女」;
4. Missa di dadi;
5. Missa D'ung aultre amer (ミラノ。1483/85年);
6. Missa Faisant regretz;
7. Missa Fortuna desperata「手に負えぬ運命の女神よ」;
8. Missa Gaudeamus;
9. Missa Hercules Dux Ferrariae (フェラーラ。1503/04年);
10. Missa La sol fa re mi「ラ、ソ、ファ、レ、ミ」;
11. Missa L'ami baudichon;
12. Missa L'homme arme sexti toni「武装した人」;
13. Missa L'homme arme super voces musicales「武装した人」;
14. Missa Malheur me bat;
15. Missa Mater patris;
16. Missa Pange lingua (コンデ。1514年以降)「パンジェ・リングァ」;
17. Missa sine nomine;
18. Missa Une Mousse de biscaya.

### ミサ曲断片
1. Credo chiascun me crie;
2. Credo de tous biens playne;
3. Credo vilayge (I);
4. Credo vilayge (II);
5. Gloria de beata virgine;
6. Sanctus de passione;
7. Sanctus D'ung aultre amer.

### モテット
1. Alma redemptoris mater;
2. Alma redemptoris mater / Ave Regina;
3. Ave Maria... benedicta tu (4声部);
4. Ave Maria .... Virgo serena (ミラノ。1484/85年);
5. Ave munda spes, Maria (部分のみ残存);
6. Ave nobilissima creatura;
7. Ave verum corpus natum;
8. Benedicta es, caelorum regina;
9. De profundis clamavi (5声部)「われ深き淵より汝を呼べり」;
10. Domine exaudi (様式上、真作である可能性がある);
11. Domine, ne in fuore tuo (4声部);
12. Domine, non secundum peccata nostra (2-4声部。ローマの為に);
13. Ecce, tu pulchra es, amica mea;
14. Factum est autem;
15. Gaude virgo, mater Christi;
16. Homo quidam fecit cenam magnam;
17. Honor, decus, imperium;
18. Huc me sydereo descendere jussit Olympo (5声部);
19. Illibata Dei virgo nutrix;
20. In exitu Israel de Aegypto;
21. In illo tempore assumpsit Jesus doudecim disciplus;
22. Iniquos odio habui (4声部。主声部のみ残存);
23. In principio erat Verbum;
24. Inviolata, integra et casta es, Maria「けがれなく完全で清い方、マリア」;
25. Liber generationis Jesu Christi;
26. Magnificat quarti toni (様式上、真作である可能性がある);
27. Magnificat terii toni (様式上、真作である可能性がある);
28. Memor esto verbi tui;
29. Miserere mei Deus (フェラーラ。1504/05年)「憐れみたまえ」;
30. Misericordias Domini in aeternum cantabo (フランス。1480/83年);
31. Missus est Gabriel angelus ad Mariam Virginem;
32. Mittit ad virginem;
33. Monstra te esse matrem;
34. O admirabile commercium (恐らく5つのモテットからなる連続演奏);
35. O bone et dulcissime Jesu;
36. O Domine Jesu Christe (5部からなる連続受難曲);
37. O virgo prudentissima;
38. O virgo virginum;
39. Pater noster, qui es in caelis (コンデ。1505年-1521年);
40. Planxit autem David;
41. Praeter rerum seriem;
42. Qui edunt me adhuc (恐らく真作);
43. Qui habitat in adiutorio altissimi;
44. Qui velatus facie fuisti (6部からなる連続受難曲);
45. Salve regina (4声部)「めでたし后妃」;
46. Salve regina (5声部。1502年)「めでたし后妃」;
47. Stabat Mater「悲しみの聖母」;
48. Tu lumen, tu splendor;
49. Tu solus qui facus mirabilia;
50. Usquequo Domine oblivisceris me (真作かどうか未解決だが、様式上、真作である可能性がある);
51. Ut Phoebi radiis;
52. Veni, sancte spiritus (フォレスチェ Forestier も協力しているが、ジョスカンの真作);
53. Victimae paschali laudes;
54. Virgo prudentissima;
55. Virgo salutiferi (フェラーラ。1504/05年);
56. Vultum tuum deprecabuntur (7部からなる連続受難曲).

### 世俗曲
1. A la mort / Monstra te esse matrem;
2. A l’heure que je vous;
3. A l’ombre d’ung buissonet, au matinet (3声部);
4. Adieu mes amours「さらば愛しい人々よ」;
5. Adieu mes amours (6声部又は7声部)「さらば愛しい人々よ」;
6. Baisé moy, ma doulce amye (4声部);
7. Belle, pour l’amour de vous;
8. Bergerette savoyenne;
9. Ce povre mendiant / Pauper sum ego;
10. Cela sans plus;
11. Comment peult haver joye;
12. Cueur langoreulx;
13. De tous biens plaine (3声部);
14. De tous biens plaine (4声部);
15. Douleur me bat;
16. Du mien amant;
17. Dulces exuviae;
18. El grillo「こおろぎはよき歌い手」;
19. En l’ombre d’ung buissonet tout, au long (3声部);
20. En l’ombre d’ung buissonet tout, au long (4声部);
21. Entré je suis en grant pensée (3声部);
22. Entré je suis en grant pensée (4声部);
23. Fama malum;
24. Faulte d'argent;
25. Fors seulement (6声のうち1声のみ残存);
26. Fortuna d’un gran tempo;
27. Helas madame;
28. Ile fantazies de Joskin;
29. In te Domine speravi per trovar pietà;
30. Incessament livré suis à martire;
31. Je me complains;
32. Je n’ose plus;
33. Je ris et si ay larme;
34. Je sey bien dire;
35. La belle se siet;
36. La Bernardina;
37. La plus de plus;
38. Le villain [jaloux];
39. Ma bouche rit et mon cueur pleure;
40. Mon mary m’a diffamée;
41. N’esse pas ung grant desplaisir;
42. Nymphes des bois (オケゲムの死を悼む挽歌)「森のニンフ」;
43. Nymphes, nappés / Circumdederunt me;
44. Parfons regretz;
45. Petite camusette;
46. Plaine de dueil;
47. Plus n’estes ma maistresse (ファロウズ Fallows が真作であると主張);
48. Plus nulz regretz;
49. Plusieurs regretz;
50. Pour souhaitter;
51. Quant je vous voye;
52. Que vous madame / In pace in idipsum;
53. Qui belles amours a
54. Recordans de my signora;
55. Regretz sans fin;
56. Scaramella va alla guerra;
57. Se congié prens;
58. Si j’ay perdu mon amy (3声部);
59. Si j’ay perdu mon amy (4声部);
60. Tant vous aimme Bergeronette;
61. Tenz moy en voz bras;
62. Una mousse de Biscaye;
63. Vive le roy (全体が、フランスのルイ12世に捧げられたもの);
64. Vous l’arez, s’il vous plaist;
65. Vous ne l‘arez pas;
66. 歌詞紛失 (4声部).
67. 王様万歳（王のファンファーレ） (器楽4声部)
68. ラ・スパーニャ(器楽5声部。偽作？)

## メディア
Josquin - El Grillo 

・2021年8月27日、没後500年となる。